# Mariscal Sucre (Quito)
Mariscal Sucre, auch als „La Mariscal“ bezeichnet, ist ein Stadtteil von Quito und eine Parroquia urbana in der Verwaltungszone Eugenio Espejo im Kanton Quito der ecuadorianischen Provinz Pichincha. Die Fläche beträgt 2,8 km². Die Einwohnerzahl lag im Jahr 2019 bei 15.855.

## Lage
Die Parroquia Mariscal Sucre liegt zentral in Quito etwa 2,5 km nordöstlich vom Stadtzentrum auf einer Höhe von etwa 2800 m. Die Avenida Patria begrenzt das Areal im Südwesten, die Avenida 10 de Agosto im Westen, die Avenida Francisco de Orellana im Norden. 
Die Parroquia Mariscal Sucre grenzt im Osten und im Süden an die Parroquia Itchimbía, im Westen an die Parroquia Belisario Quevedo sowie im Norden an die Parroquia Iñaquito.

## Barrios
Die Parroquia ist in folgende Barrios und Stadtteile gegliedert:
- 12 de Octubre
- El Quinde
- Orellana
- Patria

## Infrastruktur
In dem Areal befinden sich zahlreiche Büros und Geschäfte. Die Wohnbevölkerung war in den letzten Jahrzehnten leicht rückläufig. Der Stadtteil bietet viele Unterkünfte für Touristen und Auskehrmöglichkeiten.